# Oliver Townend
Oliver Townend (15 de novembro de 1982) é um ginete de elite britânico, campeão olímpico.

## Carreira
Townend conquistou a medalha de ouro nos Jogos Olímpicos de Verão de 2020 em Tóquio, na prova por equipes, ao lado do cavalo Ballaghmore Class. Ele venceu o salto júnior no Horse of the Year Show com Cool Mule aos onze anos.